# Bierbeek
Pour l’article homonyme, voir Jean de Bierbeek.
Bierbeek est une commune néerlandophone de Belgique située en Région flamande dans la province du Brabant flamand.

## Sections de commune
| # | Nom        | Superf. (km²). | Habitants (2020). | Habitants par km² | Code INS |
| - | ---------- | -------------- | ----------------- | ----------------- | -------- |
| 1 | Bierbeek   | 22,90          | 3.216             | 140               | 24011A   |
| 2 | Korbeek-Lo | 3,66           | 3.669             | 1.003             | 23003B   |
| 3 | Lovenjoel  | 5,71           | 2.154             | 377               | 23003C   |
| 4 | Opvelp     | 6,70           | 1.122             | 168               | 23003D   |

## Toponymie
Birbais (1034), Byrbais (1132), Birbecca (1134), Birbaica (1140), Birbeche (1142), de Birbasio (1149), Birbeca (1153), Birbeka (1154), Bierbais (1155), Birbecha (1146-59), Birbecche (1161), Birbac (1163), de Birbaico (1168), Birbeke (1173), de Berebache (1176), Birbaiz (1198), in nemore Birbacensi (1213), silva nemoris Birbaici (1214)

## Héraldique
|  | La commune possède des armoiries qui lui ont été octroyées le 13 octobre 1987. Elles sont basées sur le sceau du conseil de Bierbeek de 1366, utilisé jusqu'au XVIIIe siècle. Le lion est pris dans les armoiries du Duché de Brabant qui acquit le village en 1284 des seigneurs de Bierbeek. Les armoiries de ce dernier ont montré une barre rouge qui est montrée dans l'autre moitié des armoiries actuelles. Les armoiries étaient déjà utilisées non officiellement par la municipalité avant 1987. Blasonnement : Parti, au 1 de sable au lion d'or armé et lampassé de gueules, au 2 d'argent à la fasce de gueules. - Délibération communale : 2 juin 1987 - Arrêté de l'exécutif de la communauté : 30 octobre 1987 - Moniteur belge : 16 septembre 1988 Source du blasonnement : Heraldy of the World. |

## Démographie

### Démographie: Avant la fusion des communes
- Source: DGS recensements population
- 1930: Scission de Haasrode en tant que nouvelle commune en 1928

### Démographie: Commune fusionée
Graphe de l'évolution de la population de la commune (la commune de Bierbeek étant née de la fusion des anciennes communes de Bierbeek, de Korbeek-Lo, de Lovenjoel et de Opvelp, les données ci-après intègrent les quatre communes dans les données avant 1977).
Les chiffres des années 1831 à 1970 tiennent compte des chiffres des anciennes communes fusionnées.
- Source: DGS , de 1831 à 1981=recensements population; à partir de 1990 = nombre d'habitants chaque 1 janvier
- 1930: Scission de Haasrode en tant que nouvelle commune en 1928, lors des fusions de 1977 Haasrode devient une section de Oud=Heverlee [4]